# Mouna Goeman Borgesius
Mouna Maria Elisabeth (Mouna) Goeman Borgesius (Amsterdam, 6 april 1961) is een Nederlands toneel- en tv-actrice. Ze is vooral bekend door haar rol als Zus Stokvis, vrouw van Simon Stokvis, in de komische serie Toen was geluk heel gewoon. In 1999 won zij met dit programma de Gouden Televizier-Ring.

## Toneel
Borgesius speelde onder meer in het toneelgezelschap Orkater, waarmee ze onder andere De Nietsfabriek maakte, en Mugmetdegoudentand waarmee ze Tegen de tachtig op de planken bracht.

## Film en televisie
In 1990 debuteerde Borgesius in de film Romeo, in een bijrol naast Monique van de Ven en Johan Leysen. In 1993 werd ze gecast voor de comedyserie Toen was geluk heel gewoon, waarin ze naast Sjoerd Pleijsier, Gerard Cox en Joke Bruijs tussen 1994 en 2002 speelde. Ook had ze rollen in afleveringen van de series Baantjer en TV7. Verder had ze een gastrol in de serie Hertenkamp en een rol in de film Afblijven! uit 2006. Ook had ze een rol in de film Timboektoe die gebaseerd is op het boek van Carry Slee.
In mei 2012 was Borgesius te zien als psychologe Paula Christensen in de RTL-soap Goede tijden, slechte tijden. 
Ook was ze te zien als barbediende Toos in de serie Aaf en als Jopie van der Geyn in Dokter Deen.

### Rollen
- Romeo (1990) - Verpleegster
- Toen was geluk heel gewoon (1994-2002 • 2009) - Zus Stokvis-Mollema
- Hertenkamp - Gastrol
- Baantjer (1995) - Mevrouw Enclaer
- TV7 (2002) - Ria
- Afblijven (2006)
- Timboektoe (2007) - Hanna
- We gaan nog niet naar huis (2008) - Saskia
- Shouf Shouf! (2009)
- Ter Observatie (2011) - verpleegster, (korte film)
- Het Trappenhuis (2011) - Moeder, (korte film)
- Goede tijden, slechte tijden (2012) (2015) - psychologe Paula Christensen
- Aaf (2013) - Toos
- Dokter Deen (2014) - Jopie van der Geyn
- Dansen op de Vulkaan (2014)
- Dokter Tinus (2015-2017) - Marloes Klaver
- Mouna's Keuken (2016) - Mouna
- Zwaar verliefd! (2018) - Moeder Cody

## Privéleven
Borgesius is een dochter van beeldend kunstenares Mia Kam en journalist en latere directeur van De Telegraaf mr. Henry Goeman Borgesius (1925-1989) en genoemd naar de zus van haar vader: Mouna Maria Elisabeth Roeters van Lennep-Borgesius.